# Miranda (vệ tinh)
Miranda, hay Uranus V, là vệ tinh nhỏ nhất và nằm trong cùng trong số năm vệ tinh tự nhiên chính của Sao Thiên Vương. Giống như 27 vệ tinh tự nhiên còn lại, Miranda quay xung quanh Sao Thiên Vương theo quỹ đạo song song với xích đạo của hành tinh này. Với đường kính chỉ 470 km, Miranda là một trong những vật thể nhỏ nhất trong Hệ Mặt Trời có dạng cầu do lực hấp dẫn của chính nó, chỉ sau Mimas, vệ tinh tự nhên của Sao Thổ.
Miranda là một trong những vật thể có địa hình đa dạng nhất trong Hệ Mặt Trời, trong số đó có Verona Rupes, sườn dốc sâu nhất trong Hệ Mặt Trời với độ sâu 20 km. Nguồn gốc và quá trình tiến hóa của vẫn chưa được, và nhiều giả thuyết đã được đưa ra về sự hình thành của vệ tinh này.
Miranda được Gerard Kuiper tìm ra vào ngày 16 tháng 2 năm 1948 tại đài thiên văn McDonald và được ông đặt tên theo nhân vật Miranda trong vở kịch Giông tố của William Shakespeare. Dạng tính từ của tên gọi này là Mirandan. Nó còn có tên gọi khác là Uranus V.
Cho tới nay tất cả những hình ảnh cận cảnh của Miranda đều do tàu Voyager 2 chụp trong quá trình bay ngang qua Sao Thiên Vương vào tháng 1 năm 1986. Khi đó nam bán cầu của vệ tinh này hướng về phía Mặt Trời nên chỉ có khu vực này được nghiên cứu. Miranda cho thấy nhiều vết tích của những hoạt động địa chất trong quá khứ hơn tất cả các vệ tinh khác của Sao Thiên Vương.

## Phát hiện và tên gọi
Miranda được nhà thiên văn học Gerard Kuiper phát hiện vào ngày 16 tháng 2 năm 1948 bằng kính thiên văn Otto Struve của Đài thiên văn McDonald. Chuyển động của nó xung quanh Sao Thiên Vương được xác nhận vào ngày 1 tháng 3 năm 1948. Đây là vệ tinh của Sao Thiên Vương đầu tiên được phát hiện sau gần 100 năm. Kuiper đề xuất đặt tên cho vệ tinh này là "Miranda", theo một nhân vật trong vở kịch Giông tố của Shakespeare, do cả bốn vệ tinh đã được tìm ra trước đó của Sao Thiên Vương, bao gồm Ariel, Umbriel, Titania và Oberon, đều được đặt tên theo các nhân vật của Shakespeare hoặc Alexander Pope. Việc này được tiếp tục đối với các vệ tinh của Sao Thiên Vương được phát hiện sau đó.

## Quỹ đạo
Trong số 5 vệ tinh dạng cầu của Sao Thiên Vương, Miranda có quỹ đạo gần với hành tinh này nhất, cách bề mặt của nó khoảng 129.000 km. Chu kỳ quỹ đạo của Miranda chỉ kéo dài 34 giờ và, giống như Mặt Trăng, bằng với chu kỳ tự quay của nó. Điều đó có nghĩa là nó luôn luôn quay cùng một hướng về phía Sao Thiên Vương. Độ nghiêng quỹ đạo của Miranda (4,34°, gần gấp mười lần so với các vệ tinh khác của Sao Thiên Vương) cao một cách bất thường đối với một vệ tinh ở gần hành tinh của mình như vậy. Chưa có sự lý giải nào cho điều này bởi không có sự cộng hưởng quỹ đạo nào giữa các vệ tinh với nhau. Có giả thuyết cho rằng Miranda đã từng cộng hưởng quỹ đạo theo tỷ lệ 3:1 với Umbriel, trước khi thoát khỏi sự cộng hưởng này do những tác động hỗn loạn. Trong hệ thống Sao Thiên Vương, do độ dẹt của hành tinh này cũng như kích thước tương đối lớn của các vệ tinh, việc thoát khỏi sự cộng hưởng quỹ đạo dễ hơn nhiều so với các vệ tinh của Sao Mộc và Sao Thổ.

## Đặc điểm vật lý

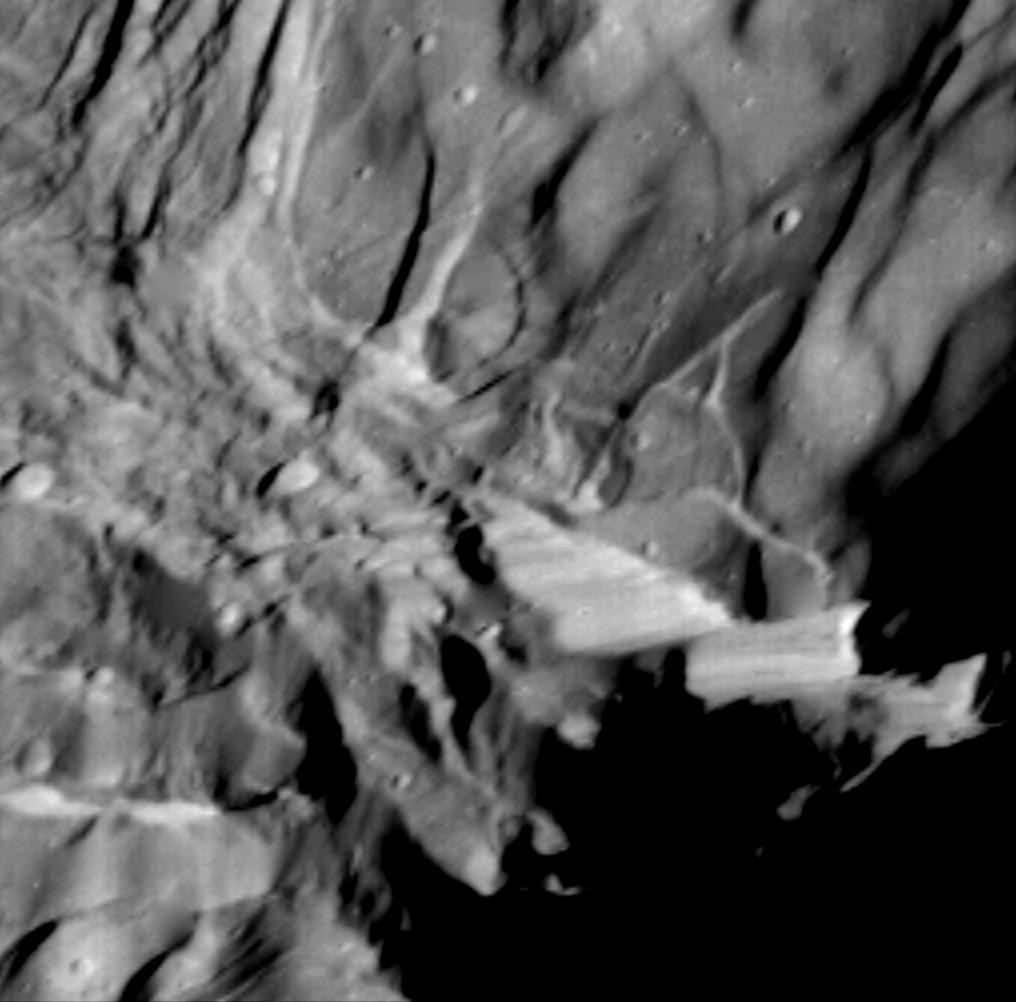
Cận cảnh Verona Rupes, một vách đứng lớn có khả năng cao tới 5 km trên bề mặt Miranda.

Với khối lượng riêng 1,2 g/cm³, Miranda là vệ tinh ít đặc nhất của Sao Thiên Vương, cho thấy cấu tạo của nó có thể gồm hơn 60% nước đá. Có khả năng bề mặt của Miranda hầu hết là băng, còn phía bên trong chứa khoáng vật silicat và các hợp chất hữu cơ với mật độ loãng.
Bề mặt của Miranda có những khu vực chắp vá với địa hình đứt gãy, cho thấy hoạt động địa chất với cường độ mạnh trong quá khứ, cũng như những hẻm núi đan xen nhau. Nguyên nhân dẫn đến những hoạt động địa chất trong quá khứ của Miranda được cho là sự nóng lên do thủy triều ở một thời điểm khi mà quỹ đạo của nó lệch hơn so với hiện tại do sự cộng hưởng quỹ đạo với Umbriel.. Độ lệch tâm quỹ đạo tăng gây ra sự ma sát thủy triều do những lực thủy triều khác nhau theo thời gian từ Sao Thiên Vương, từ đó khiến cho phía bên trong vệ tinh này nóng lên.
Miranda cũng có thể đã từng cộng hưởng quỹ đạo với Ariel theo tỷ lệ 5:3, gây ra sự nóng lên ở bên trong vệ tinh này. Tuy nhiên sự nóng lên do việc cộng hưởng với Umbriel được cho là vẫn mạnh hơn gấp ba lần.
Một giả thiết được đưa ra sau khi Voyager 2 bay ngang qua Miranda cho rằng vệ tinh này từng bị đập vỡ bởi một cú va chạm mạnh, sau đó các mảnh vỡ tập hợp lại với nhau, trong đó những mảnh đặc hơn chìm xuống và tạo nên những hình dạng kỳ lạ như ngày nay.